# ロザリオ・ブレスティ
もしかして
- ロザリオ・プレスティ

ではありませんか？